# 林島 (蘇格蘭)
林島是蘇格蘭的島嶼，位於大西洋海域，屬於斯萊特群島的一部分，面積14.3平方公里，主要經濟活動有旅遊業、養殖龍蝦和牧牛業，2007年人口200。